# Globovula
Globovula là một chi ốc biển, là động vật thân mềm chân bụng sống ở biển thuộc họ Ovulidae.

## Các loài
Các loài thuộc chi Globovula bao gồm:
- Globovula cavanaghi (Iredale, 1931)[2]
- Globovula sphaera Cate, 1973[3]